# Cumbres de Aquila
Cumbres de Aquila är en ort i Mexiko.   Den ligger i kommunen Aquila och delstaten Veracruz, i den sydöstra delen av landet, 200 km öster om huvudstaden Mexico City. Cumbres de Aquila ligger 2 463 meter över havet och antalet invånare är 423.
Terrängen runt Cumbres de Aquila är kuperad åt nordväst, men åt sydost är den bergig. Runt Cumbres de Aquila är det ganska tätbefolkat, med 111 invånare per kvadratkilometer. Närmaste större samhälle är Río Blanco, 19,2 km öster om Cumbres de Aquila. I omgivningarna runt Cumbres de Aquila växer huvudsakligen savannskog.